# Кладбище Монтефиоре
Кладбище Монтефиоре (англ. Montefiore Cemetery), также известное как Старое кладбище Монтефиоре (англ. Old Montefiore Cemetery), — еврейское кладбище в Спрингфилд-Гарденс, Куинс, штат Нью-Йорк, основанное в 1908 году. Кладбище носит несколько названий, в том числе Старый Монтефиоре, Спрингфилд или, реже, просто Монтефиоре. Здесь похоронено более 150 000 человек.
Общество Шомрим, братское общество еврейских офицеров Департамента полиции Нью-Йорка, имеет участок для захоронения своих членов на кладбище Монтефиоре, а также большой гранитный обелиск, установленный в 1949 году.

## Известные захоронения
- Джозеф Амберг[англ.] (ок. 1902–1926), гангстер[2]
- Луис Амберг[англ.] (1898–1935), гангстер[2][3]
- Хайман Амберг[англ.] (1902–1926), гангстер[2]
- Питер Вайнбергер[англ.] (1956–1956), младенец — жертва убийства[4][5]
- Александр Гранах (1893–1945), актёр[6][7]
- Шемарьягу Гурари[англ.] (1897–1989), раввин Хабада[8]
- Дейв Таррас[укр.] (ок. 1895–1989), музыкант[9][10]
- Эл Дэвис[англ.] (1920–1945), боксёр[11]
- Филип Кляйнфельд[англ.] (1894–1971), член законодательного собрания штата Нью-Йорк, сенатор и судья
- Авраам Коральник[англ.] (1883–1937), писатель и редактор газет[12][13]
- Исраэль Левинталь[англ.] (1888–1982), раввин[14]
- Лу Лиммер[англ.] (1925–2007), бейсболист
- Оскар Льюис (1914–1970), писатель и антрополог[15]
- Джозеф Маргошес[англ.] (1866–1955), журналист на идише
- Сэмюэл Маргошес[англ.] (1887–1968), журналист на идише и редактор газет
- Уильям Мейеровиц (1887–1981), художник
- Ганс Моргентау (1904–1980), политолог, ведущий теоретик по внешнеполитическим вопросам[16][17]
- Барнетт Ньюман (1905–1970), художник[18]
- Шолом Секунда (1894–1974), композитор, автор песен[19]
- Ирвин Стейнгут[англ.] (1893–1952), политик, член законодательного собрания штата Нью-Йорк с 1922 по 1952 год, спикер Ассамблеи в 1935 году[20]
- Абрахам Тельви (1934–1956), гангстер[21]
- Сидни Файн[англ.] (1903–1982), член законодательного собрания штата Нью-Йорк, сенатор и конгрессмен США[22]
- Исраэль Льюис Файнберг[англ.], доктор медицины (1872–1941), коронер округа Нью-Йорк[23]
- Файвуш Финкель (1922–2016), актёр[24]
- Джейкоб Шапиро (1899–1947), гангстер[25]
- Джозеф Шлоссберг[англ.] (1875–1971), деятель рабочего движения
- Натан Шапиро[англ.] (1887–1969), юрист и член законодательного собрания штата Нью-Йорк
- Йосеф Ицхок Шнеерсон (1880–1950), 6-й любавичский ребе[26]
- Менахем-Мендл Шнеерсон (1902–1994), 7-й любавичский ребе[26]
- Арье Лейб Шохет[англ.] (1845–1928), раввин[27]
- Арнольд Шустер[англ.] (1927–1952), бруклинский продавец одежды и детектив-любитель[28]
- Херб Эдельман[англ.] (1933–1996), актёр[29]

## Нью-Монтефиоре
В 1928 году кладбище Монтефиоре расширилось до второго участка в Фармингдейле (штат Нью-Йорк) под названием Кладбище Нью-Монтефиоре.